# Marc Valeri Marcial
Marc Valeri Marcial (llatí: Marcus Valerius Martialis)  (Bílbilis, març 38 dC ↔ març 41 dC - Bílbilis, 104) sovint anomenat simplement Marcial, va ser un poeta llatí, d'origen hispà, cèlebre pels seus llibres d'epigrames.

## Biografia
Marcial va néixer a Bílbilis, en el si d'una família d'origen romà, però probablement emparentada amb els nadius hispans. L'any 64, deixà la seva terra natal i acudí a Roma per a acabar els seus estudis jurídics sota la protecció de Sèneca i Lucà, però quan l'emperador Neró obligà aquests a suïcidar-se, Marcial caigué en desgràcia. Va viure molt de temps en la pobresa, esperant i buscant donatius i favors de patrons rics, residint en el tercer pis d'una modesta insula situada al Quirinal. Durant aquest període es guanyà l'amistat dels majors escriptors del període: Sili Itàlic, Plini el Jove, Quintilià i Juvenal. Aquest últim va ser íntim amic seu i àvid lector de les seves obres.
Amb el pas del temps va anar adquirint una posició cada vegada més elevada gràcies als seus protectors, encara que mai arribà a fer-se establement ric. Va rebre el nomenament d'oficial de l'exèrcit (on, que se sàpiga, mai serví) i una exempció fiscal com a pare de família nombrosa. Amb el nomenament militar també rebia el rang de cavaller, del qual en presumia. Per altra banda, el ius trium liberorum (dret dels tres fills), no exigia estar casat ni tenir fills, per tant, no podem saber del cert si el poeta tingué o no una esposa. Tanmateix, la temàtica de molts dels seus epigrames ens indica que Marcial podria haver mostrat preferència pel sexe propi.
A excepció d'una breu visita al nord d'Itàlia, realitzada l'any 87, la major part de la seva vida la passà a Roma i en les seves proximitats. Marcial buscà el favor tant dels funcionaris de palau com dels mateixos emperadors. Amb lloances i versos dedicats buscà la protecció de Domicià, que li garantí els beneficis concedits pel seu antecessor Tit. Després de l'assassinat de Domicià (el 18 de setembre del 96), va renegar d'ell i dedicà els seus elogis a Nerva, successor de Domicià. Nerva, ja vell quan accedí al tron, va ser succeït el 98 per Trajà, que va continuar rebent les lloances de Marcial.
Aquest mateix any, la situació a Roma es va tornar incòmoda per al poeta, que decidí tornar a la seva ciutat natal. Un cop allí, va viure tranquil, però enyorant la seva benvolguda Roma, en una petita vil·la que li regalà una rica admiradora seva. Hi va morir l'any 104.

## Obra
L'obra de Marcial, que ens ha arribat pràcticament completa, es compon de quinze llibres de versos, cadascun amb un pròleg en vers o prosa. En total, es tracta d'uns mil cinc-cents poemes, pertanyents al gènere de l'epigrama (una composició poètica breu en la qual s'expressa, amb precisió i agudesa, un sol pensament principal, habitualment festiu o satíric). L'obra fou publicada en català l'any 2022 per Adesiara editorial en traducció de Jaume Juan Castelló.
El primer llibre és el Liber spectaculorum (llibre dels espectacles), també és el primer en el temps, ja que va ser escrit l'any 80, i commemora la construcció de l'amfiteatre Flavi per l'emperador Titus. Els Xenia (llibre XIII) i els Apophoreta (llibre XIV) són dístics compostos per als regals que feien els patrons als clients en la festa de la Saturnàlia. Els llibres I i xii presenten un contingut variat: literatura, societat i temes personals.
L'obra de Marcial presenta un gran valor documental, ja que els seus epigrames ens ofereixen gran quantitat d'informació sobre la vida, els costums socials i domèstics i les festes dels habitants de la capital de l'Imperi Romà al segle i.